# Halford Mackinder
Sir Halford John Mackinder (født 15. februar 1861 i Gainsborough, død 6. marts 1947) var en engelsk geograf og en af de vigtigste teoretikere inden for geopolitik og geostrategi. Han er i dag mest kendt for kernelandsteorien, som i korthed går ud på, at kontrollen over Eurasien er nøglen til verdensherredømmet. 